# Necronomicon (gruppo musicale)
I Necronomicon sono una band Thrash metal tedesca, proveniente dal Baden-Württemberg meridionale.

## Storia
Originariamente la band nasce nel 1983 come gruppo punk. Lo stile, grazie all'influenza di importanti band quali Megadeth, Slayer, Motörhead e Metallica, varia presto, avvicinandosi sempre di più al Thrash metal.

## Discografia
- 1985 - Total Rejection (Demo)
- 1985 - Necronomicon
- 1986 - Break Out - German Metal Tracks No.2
- 1987 - Apocalyptic Nightmare (Gama-Records)
- 1988 - Escalation (Gama-Records)
- 1994 - Screams (D & S Records)
- 2004 - Construction of Evil (Remedy-Records)
- 2008 - Revenge of the Beast (Xtreem Music)
- 2012 - Invictus (Massacre Records)
- 2015 - Pathfinder... Between Heaven and Hell
- 2018 - Unleashed Bastards
- 2021 - The Final Chapter
- 2023 - Constant to Death